# Darjeeling (herbata)

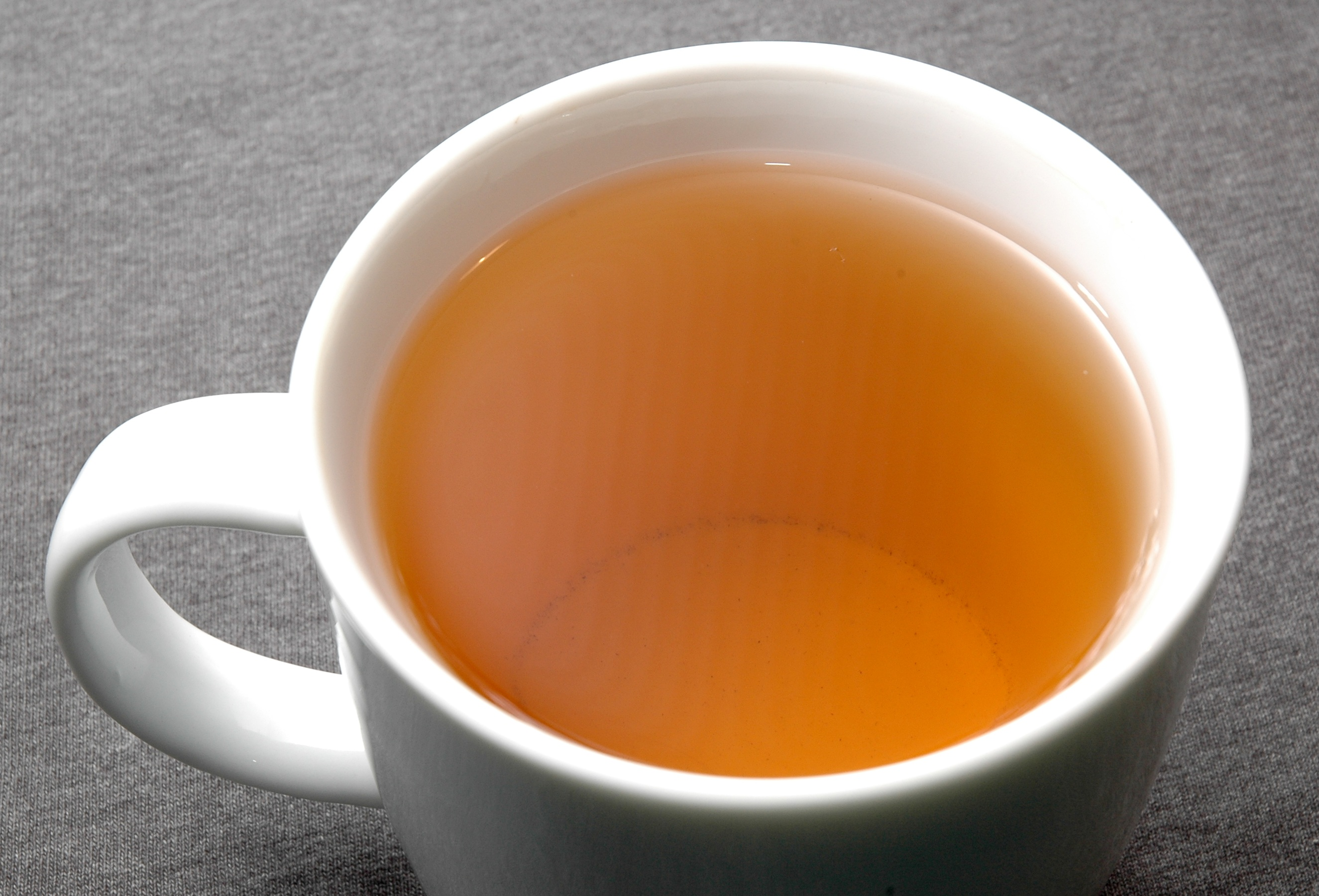
Darjeeling

Darjeeling – wspólna nazwa dla herbaty, przeważnie czarnej, pochodzących z prowincji Dardżyling (ang. Darjeeling) i okolic. Uznawane za najlepsze z indyjskich gatunków herbat i jedne z najlepszych na świecie.
Uprawy herbaty w Dardżylingu zostały zapoczątkowane przez Brytyjską Kompanię Wschodnioindyjską, na polecenie której Robert Fortune sprowadził z Chin sadzonki i specjalistów od uprawy i przetwarzania herbaty.
Herbaty Darjeeling często określa się „herbatami z mgieł”. Wszystko za sprawą wyjątkowego mikroklimatu panującego u podnóża himalajskich stoków. Liczne mgły i umiarkowane nasłonecznienie mają wpływ na niepowtarzalność herbat z tego regionu.
Logo Darjeeling, z profilem hinduskiej zbieraczki trzymającej flesz herbaciany, jest znakiem potwierdzającym pochodzenie herbaty.
Smak herbat typu Darjeeling i ich charakter zmienia się w zależności od czasu zbioru. Zasadniczo dzielimy je na trzy okresy:
- wiosenny zwany first flush (FF)
- letni zwany second flush (SF)
- jesienny zwany autumnals

Znane są również herbaty zwane inbetween, czyli pośrednie, zbierane pomiędzy pierwszym a drugim zbiorem. Najcenniejsze są jednak propozycje inicjujące zbiory określane jako herbaty lotnicze.
Klasyfikacja jakościowa:
- GFOP – Golden Flowery Orange Pekoe – podstawowy asortyment, młode listki;
- TGFOP – Tippy Golden Flowery Orange Pekoe – herbata powstała z młodych listków zrywanych z końcówek gałęzi krzewu herbacianego;
- FTGFOP – Finest Tippy Golden Flowery Orange Pekoe – listki z rozwiniętych pączków;
- SFTGFOP – Special Finest Tippy Golden Flowery Orange Pekoe – często sprzedawana jako herbata biała, listki pochodzą z rozwijających się pączków.